# Paramanuchit Chinorot
Paramanuchit Chinorot (Thai: สมเด็จพระมหาสมณเจ้า กรมพระปรมานุชิตชิโนรส, RTGS: Somdet Phra Maha Samana Chao Kromma Phra Paramanuchit Chinorot, andere Schreibweisen: Paramanujit oder Paramanujita Jinorasa; * 1790 in Bangkok; † 9. Dezember 1853 in Bangkok) war ein thailändischer Mönch, Historiker und Poet. Er war von 1851 bis zu seinem Tod 1853 der Oberste Mönchspatriarch Thailands.
Paramanuchit wurde 1790 als 28. Kind von König Phra Phutthayotfa Chulalok (Rama I.) geboren. Er wuchs als Prinz Wasukri (พระองค์เจ้า วาสุกรี) im Palast auf. Im Alter von 12 Jahren trat er als Novize in den buddhistischen Orden ein, acht Jahre später wurde er im Wat Phra Chetuphon (Wat Pho) zum Mönch ordiniert. Er verblieb im Wat Pho bis zu seinem Lebensende. Sein geräumiger Kuti ist heute ein Museum, das in jedem Jahr im Dezember zu seinem Todestag für die Öffentlichkeit geöffnet wird.
Zusätzlich zu Khmer und Pali war Paramanuchit in altertümlichem Siamesisch bewandert, so dass sein Neffe König Phra Nang Klao (Rama III.) ihn öfter bat, Bücher zu übersetzen oder sie zu schreiben. Der Prinz war ein überaus produktiver Poet, wie man noch heute an zahlreichen Inschriften überall im Wat Pho sehen kann. Diese Inschriften wurden im Jahr 2010 für das Weltdokumentenerbe der UNESCO vorgeschlagen.
Das bekannteste Werk des Prinzen ist wohl das Lilit Taleng Phai („Die besiegten Birmanen“), welches den Kampf der Siamesen gegen die Birmanen beschreibt. Im Mittelpunkt steht dabei natürlich der entscheidende Zweikampf zwischen König Naresuan und dem birmanischen Kronprinzen, ein großer Teil der Dichtung ist jedoch Schilderungen der Umwelt gewidmet:

„Den Marsch der thailändischen Truppen durch waldiges Gelände benutzt der Dichter, um Fauna und Flora ausgiebig zu schildern, nachdem er schon vordem die Gliederung, die Uniformierung und die Bewaffnung der Truppen bis ins letzte Detail beschrieben hat.“

Paramanuchit Chinorot wird heute in Thailand als bedeutender Dichter sowohl weltlicher als auch religiöser Schriften angesehen, seine Bücher werden an thailändischen Schulen und Universitäten gelesen.